# Distretto di Çaycuma

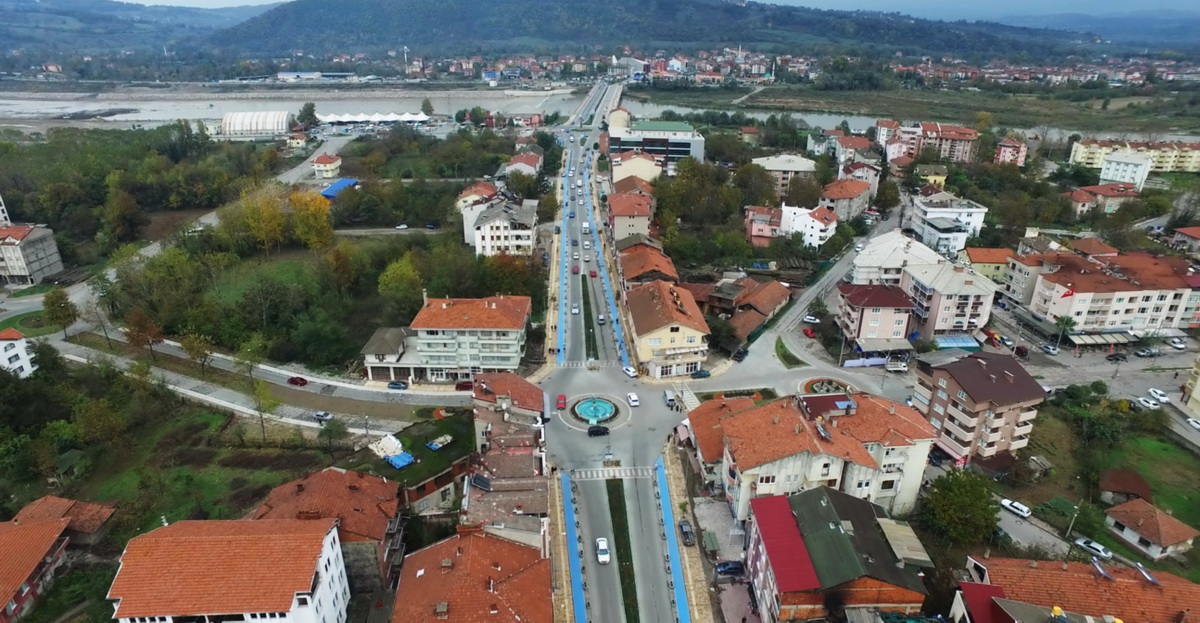
A view of Çaycuma (2016)

Il distretto di Çaycuma (in turco Çaycuma ilçesi) è uno dei distretti della provincia di Zonguldak, in Turchia.